# Parada de Gatim
Parada de Gatim é uma povoação portuguesa sede da Freguesia de Parada de Gatim do Município de Vila Verde, freguesia com 4,39 km² de áreae 707 habitantes habitantes (censo de 2021), tendo, por isso, uma densidade populacional de 161 hab./km².

## Demografia
A população registada nos censos foi:
| Ano  | 0-14 Anos | 15-24 Anos | 25-64 Anos | > 65 Anos |
| 2001 | 190       | 119        | 364        | 108       |
| 2011 | 146       | 119        | 398        | 130       |
| 2021 | 87        | 94         | 392        | 134       |

## História
Em 1836 aparece no concelho de Prado e na comarca de Viana. Com a extinção deste concelho por decreto de 24 de outubro de 1855, passou para o concelho (atual município) de Vila Verde. Em 1862 pertencia à comarca de Braga.

## Lugares
Além da sede, a Freguesia de Parada de Gatim compreende as seguintes localidades:
- Agrela
- Assento
- Boavista
- Bogalheiros
- Bustelo
- Carcavelos
- Chão
- Couços
- Igreja
- Eira Vedra
- Palmas
- Penedo
- Penelas
- Porisso
- Poço
- Santa Ana
- São Braz
- Senra
- Side
- Souto Novo
- Tablado
- Vila
- Valinho Covo